# Albert Peeters
Albert Peeters (Brussel, 23 april 1898 - Ukkel, 23 februari 1978) was een Belgisch politicus en filoloog. Hij was voorzitter van het Front démocratique des francophones van 1967 tot 1972.
Peeters doctoreerde in de Romaanse filologie aan de ULB, en werd prefect van het Atheneum in Ukkel en later directeur van de Europese School van Brussel.
Van 1955 tot 1958 was Peeters adjunct-kabinetschef van Minister van Openbaar Onderwijs Leo Collard. In de jaren 60' werd hij lid van FDF, en in 1967 volgde hij Paul Brien op als voorzitter van de partij. Hij was een overtuigd federalist en verzette zich met name tegen de vernederlandsing van het onderwijs in Brussel. Gedurende zijn voorzitterschap behaalde FDF grote electorale successen (in 1971 in kartel met het Rassemblement Wallon), tegelijkertijd was het de periode waarin de taalkundige splitsing van de KUL zich voltrok en FDF'er Jacques Georgin het leven liet tijdens een confrontatie met VMO-militanten. Peeters was ook gemeenteraadslid in Ukkel tot 1970. In 1972 werd hij als voorzitter van FDF opgevolgd door André Lagasse.